# Charisma (theologie)
De term charisma (mv. charismata) is afkomstig van het Griekse woord charis dat 'genade' betekent. Het woord wordt als zodanig ook in de grondtekst van de Bijbel gebruikt, bijvoorbeeld in Johannes 1:17 (oudere vertalingen). In het christelijk geloof heeft charisma betrekking op de zogeheten charismatische gaven (letterlijk 'genadegaven'). Deze bovennatuurlijke, geestelijke vaardigheden zijn bedoeld voor de gelovigen zodat deze zowel ten aanzien van hun eigen geloofsleven alsmede ten behoeve van de gehele kerkelijke geloofsgemeenschap effectief kunnen functioneren. Er wordt gesproken over 'genadegaven' omdat ze worden beschouwd als gegeven door en het werk van de Heilige Geest van God en geen menselijke inspanningen of verdiensten betreffen.

## Geschiedenis
Fungeerden de charismatische gaven in de eerste paar eeuwen van het christendom volop, van lieverlee zwakte het gebruik ervan af en vanaf ongeveer de 4e eeuw begon de Katholieke Kerk te leren dat alleen geestelijken over deze Geestesgaven zouden kunnen beschikken. In grote mate was de institutionalisering van de kerk - die mede samenhing met een andere, positieve(re) maatschappelijke positie - hier debet aan.
De protestantse Reformatie uit de 16e eeuw bracht hier geen verandering in maar drong integendeel deze gaven nog verder naar de achtergrond. Zo leerde de reformator Johannes Calvijn dat deze geestelijke gaven nadat de Bijbel en de kerkelijke organisatie waren voltooid (eind 1e eeuw) hun nut zouden hebben verloren en daarom zouden hebben opgehouden te functioneren; slechts in bijzondere omstandigheden zouden ze wellicht (gedeeltelijk) nog kunnen terugkeren.
De grote kentering ten aanzien van de charismatische gaven kwam aan het prille begin van de 20e eeuw toen kleine groepjes christenen die later bekend zouden worden als de pinkstergemeenten deze Geestesgaven herontdekten.
Na de Tweede Wereldoorlog kwamen ook delen van oudere kerkgenootschappen onder invloed van deze Geestesgaven, waaronder de Rooms-Katholieke Kerk en protestantse denominaties van allerlei snit. Deze beweging die niet specifiek is gebonden aan pinkstergemeenten en dergelijke noemt men wel de charismatische beweging.

## Bijbelse vindplaatsen
In het tweede deel van de Bijbel, het Nieuwe Testament zijn diverse passages gewijd aan de charismatische gaven:
- Romeinen 12
- 1 Korintiërs 12-14
- Efeziërs 4

In deze teksten wordt aan de gelovigen uitgelegd dat de kerk als lichaam van Christus dezelfde wonderen kan verrichten als Jezus en zijn leerlingen deden in de evangeliën maar dat de christenen elkaar nodig hebben omdat niet iedereen alles kan en daarom iedereen zijn eigen gaven heeft.
Iedere christen is volgens de Bijbel voorbestemd gaven te ontvangen en te benutten ten dienste van de kerkelijke geloofsgemeenschap. En dat niet om financiële of materiële redenen maar met oog op de groei van het eigen geloofsleven en dat van de gemeenteleden. In 1 Korintiërs 14 wordt de gelovigen dan ook aangeraden de Geestesgaven na te streven in plaats van de Geest (bedoeld is de Heilige Geest) uit te laten doven. In het eerste vers wordt profetie - het doorgeven van een boodschap van God aan anderen - als de belangrijkste genoemd.

## Verschillende soorten Geestesgaven
Aan sommige gaven is een bediening verbonden:
- apostelschap (stichtend werk)
- profetie (de door God aangewezen richting duidelijk maken)
- evangelisatie (het tot geloof brengen van ongelovigen)
- herderschap (verantwoordelijkheid dragen voor het geestelijk welzijn van gemeenteleden)
- leraarschap (het in kennis laten groeien van gemeenteleden)

Andere gaven die genoemd worden zijn:
- wonderen (Gods ingrijpen aanroepen)
- genezing (ziekten, kwalen, emotionele schade of handicaps helen)
- het onderscheiden van geesten (inzicht in het bovennatuurlijke, van belang bij exorcisme)
- geloof (vertrouwen op God)
- organisatie (bestuur van de gemeente)
- leiding (idem)
- tongentaal (bidden in onbekende talen)
- het vertalen van tongentaal
- zielzorg (leden die iets te verwerken hebben bijstaan)
- dienen (de kerkgemeente dienen in praktische zin)
- geven (materieel en financieel)
- barmhartigheid (uit medeleven mensen helpen)